# Faune d'Argentine
 (avril 2025).
Étant donné l'immensité territoriale du pays et les variétés climatiques dues à des facteurs divers comme l'extension longitudinale de l'Argentine du nord au sud, les grandes différences d'altitude, le niveau des précipitations et de l'évaporation, les types de sols, etc. le territoire de l'Argentine possède une grande quantité de biomes et de 
biotopes, ce qui revient à dire une importante variété dans la flore et la faune autochtone. 

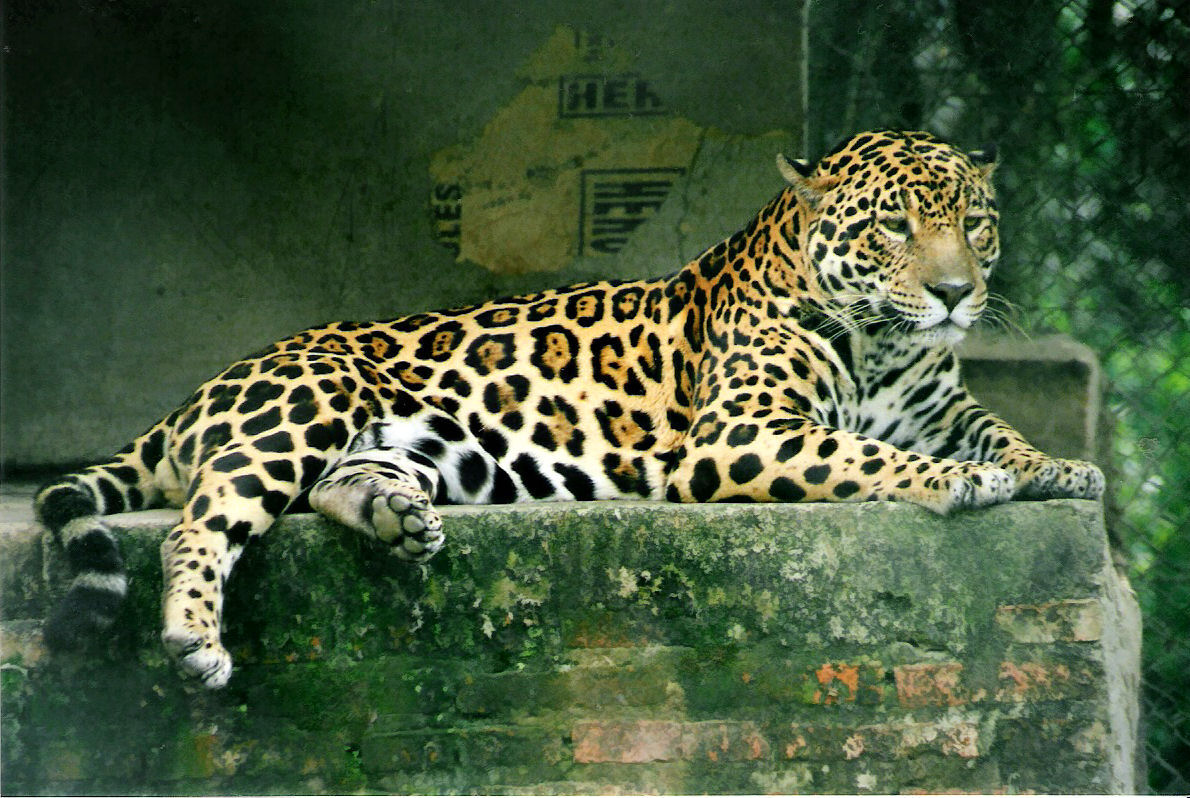
Jaguar de la province de Formosa en Argentine

## Introduction
L'Argentine, à la différence de beaucoup d'autres pays, 
se trouve aux confins de l'Amérique, et donc du monde vivant. Ce n'est donc pas un endroit de passage pour les espèces, mais pour ainsi dire un lieu de destination. En effet la grande majorité des espèces animales autochtones actuelles sont arrivées il y a des milliers ou des millions d'années après avoir traversé toutes les Amériques depuis l'Eurasie, généralement après avoir franchi le détroit de Béring. De ce fait, peu d'animaux supérieurs actuels procèdent de l'ancien continent de Gondwana, qui réunissait il y a 125 millions d'années les continents actuels du sud de la planète (l'Amérique du Sud, l'Afrique, l'Australie, l'Inde et l'Antarctique entre autres). Parmi ceux-ci citons les singes (tous platyrhiniens), quelques marsupiaux comme l'opossum didelphis marsupialis, le colocolo et la belette mustela nivalis (ou comadreja), ainsi bien sûr qu'une grande quantité de reptiles et d'amphibiens.
D'autre part, comme toute l'Amérique du Sud, l'Argentine possède une avifaune exubérante.
Traditionnellement le territoire argentin se divise en régions naturelles classiques (du nord au sud): Puna et Andes du nord-ouest, Chaco, Mésopotamie, Pampa, Cuyo, région andinopatagonique, patagonique extraandine, océanique, subantarctique et antarctique. 
Cette découpe des régions naturelles ne reçoit pas toujours l'assentiment de tous les spécialistes en sciences naturelles, mais elle a le mérite d'être claire et de correspondre à la répartition de beaucoup d'espèces animales plus ou moins liées à certains biomes, plus qu'à d'autres. Certaines espèces, comme le Puma, se rencontrent sur l'ensemble du territoire argentin, mais d'autres au contraire sont naturellement liées à des climats et des territoires particuliers. Par exemple les singes se rencontrent exclusivement dans les zones selvatiques ou boisées les plus chaudes du pays. Ou encore les caïmans occupent les régions les plus humides et les plus chaudes, essentiellement cours d'eau et marécages des régions du nord-est.
Deux facteurs principaux fixent une espèce animale dans une région déterminée : la base du réseau trophique, spécialement les végétaux qui servent d'aliment aux herbivores
et le climat auquel chaque espèce animale est spécialement adaptée. Il est clair que les espèces aquatiques doivent avoir des quantités suffisantes d'eau et un type de milieu humide et aquatique, comme facteur conditionnant leur présence donc leur distribution 
géographique.
.
.

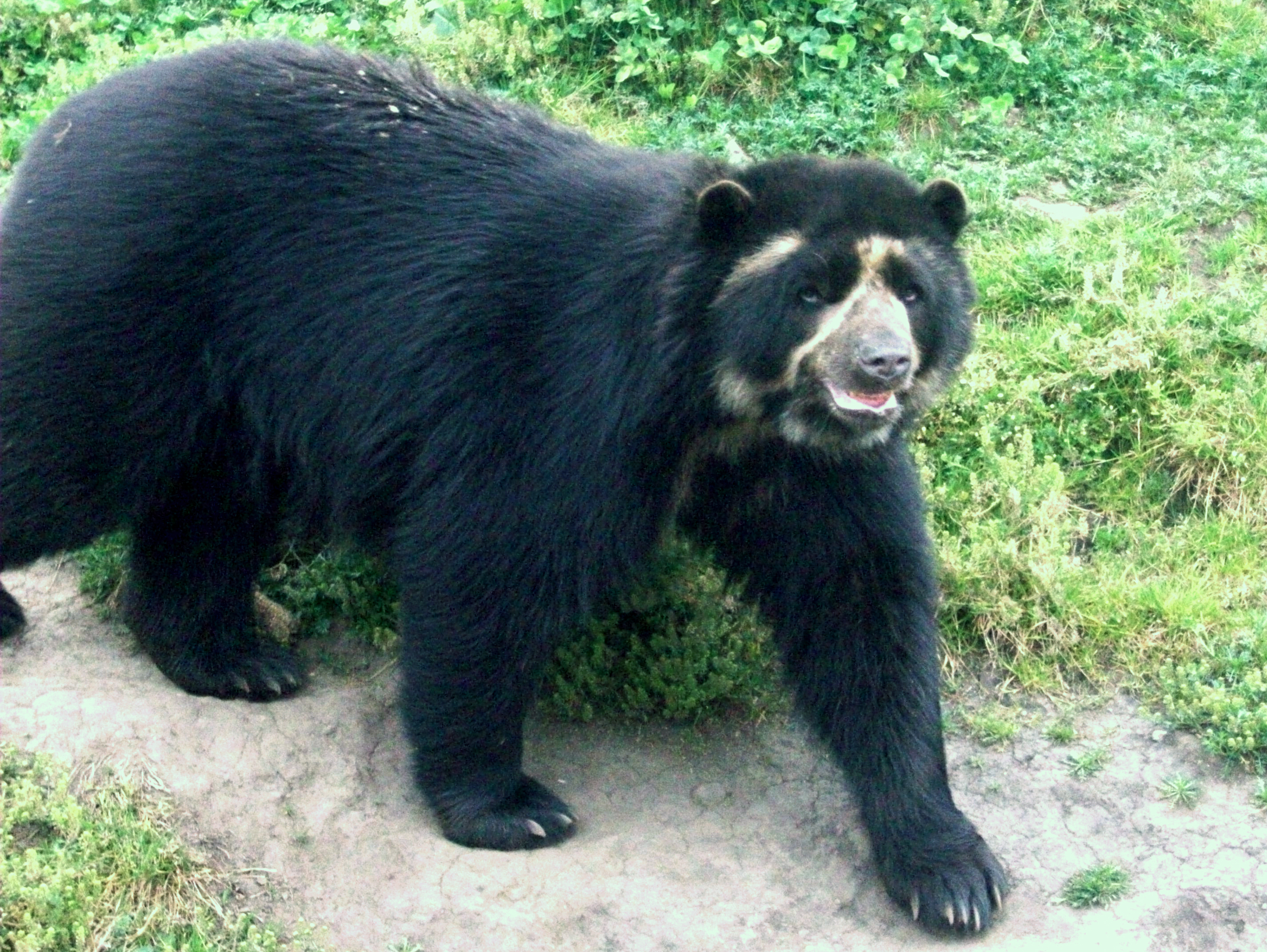
Ours à lunettes ou ucumari (Tremarctos ornatus)

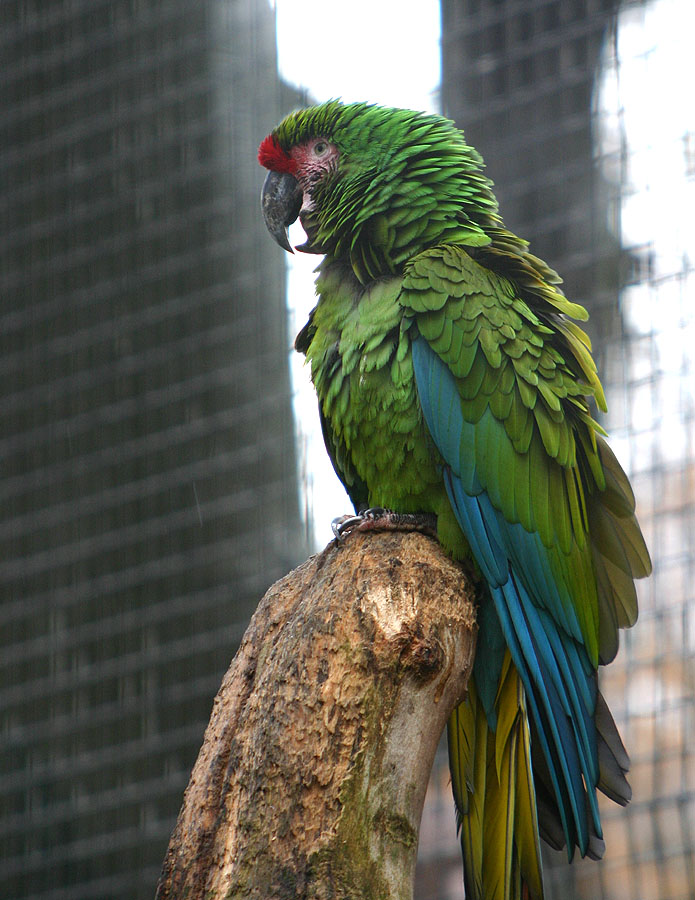
Ara militaire présent dans les Yungas

Dans cet article le sujet est essentiellement centré sur les mammifères et on ne peut aborder que la présence des espèces animales les plus caractéristiques et les plus connues voire célèbres ; il y aura forcément des milliers d'espèces non mentionnées.

## Puna et nord-ouest argentin
Le désert de la Puna est caractérisé par d'extrêmes variations thermiques entre le jour et la nuit et entre l'été et l'hiver, avec des chaleurs torrides et d'autres glaciales selon la période. On y rencontre le chinchilla, la vigogne, le chat des Andes, le condor des Andes. Dans les lacs et lagunes salées et très alcalines, on peut voir d'énormes groupes de flamants. Ici le superprédateur absolu et exclusif est le puma.
Cependant à l'est de la zone "punienne", les terres deviennent doucement plus basses, plus humides et plus fertiles et la faune rencontrée augmente en diversité. Le puma se maintient mais doit céder son rôle de superprédateur au jaguar.
L'ours à lunettes ou ucumari a été celui qui a le plus diminué du fait de l'action des hommes sur le milieu. On n'en rencontre plus aujourd'hui que quelques exemplaires dans les yungas (forêts humides des versants orientaux des Andes) des provinces de Salta et de Jujuy. Il y a cinq siècles son aire de diffusion allait bien plus au sud, jusqu'à la sierra d'Ancasti dans la province de Catamarca.
Dans les zones de vallées et de ravins secs (quebradas), on trouve des auquénidés comme le lama et l'alpaca. C'est aussi le domaine de la buse tricolore ou aguilucho, et de bien d'autres rapaces.
Parmi les oiseaux c'est le nandou ou surí qui se signale surtout. Dans les forêts touffues de la yunga on trouve des écureuils roux (sciurus ignitus ou nueceros), des singes capucins ou caís (ou tití), des cracidés "pavas"  (dinde en espagnol, appellation erronée due à leur ressemblance extérieure) comme les cassiques huppés (ou yacús), des charatas (ou ortalis canicollis), et de plus les plus grands aigles de la planète : les majestueux aigles harpies (ou aigles féroces - Harpia harpyja). 
Dans la région du nord-ouest jouxtant celle du Chaco on peut rencontrer le cerf appelé taruca (ou hippocamelus antisensis). Comme dans toute l'Argentine continentale, les renards sont ici bien fréquents ainsi que divers types de tatous, spécialement le quirquincho.

## Région du Chaco

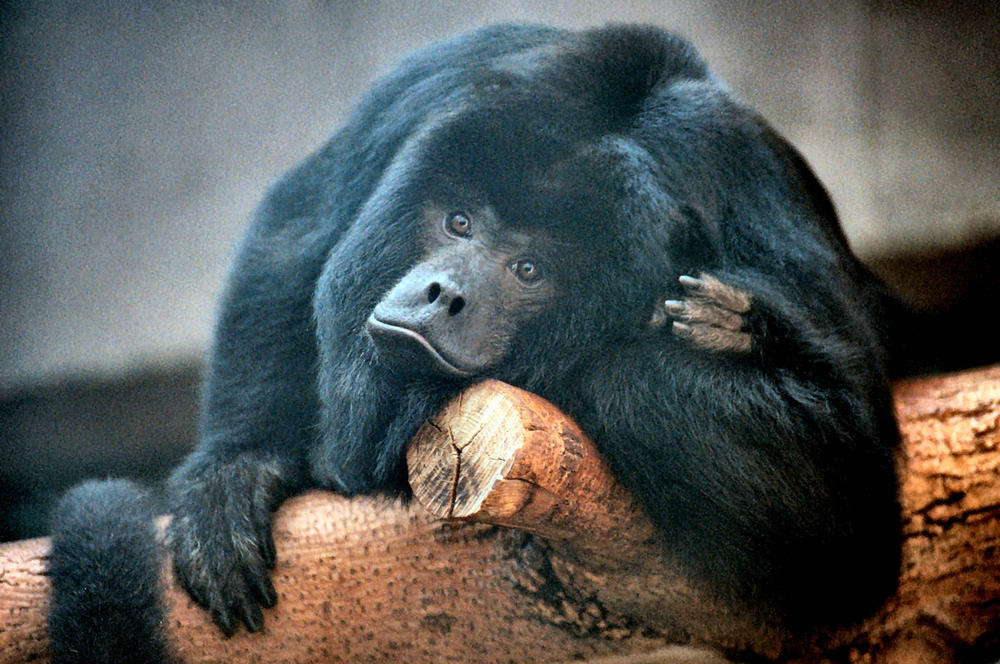
Hurleur noir (Alouatta caraya)

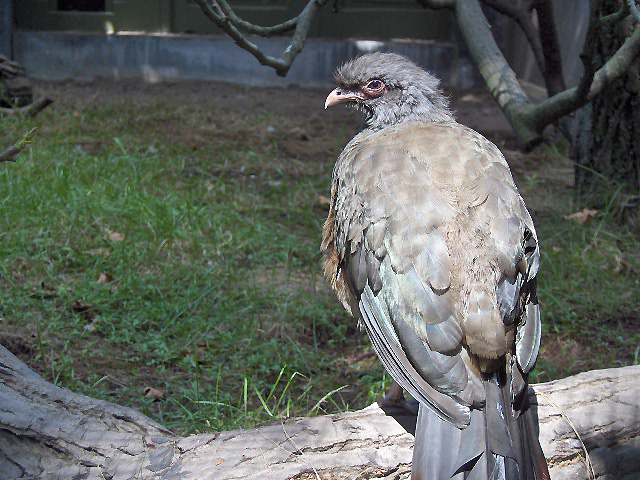
Ortalide du Chaco, ou Charata (Ortalis canicollis)

Cette région a été victime d'innombrables déprédations de la part de l'être humain tout au long du XXe siècle. Elle possède un biome de parc et de forêt-galerie, avec deux saisons liées surtout à la grande inégalité des précipitations, saison sèche hivernale et saison des pluies estivale. 
Naturellement dans cette région les félins prédateurs abondent : les jaguars, les pumas, les ocelots, les jaguarondis, les margays, les oncilles. 
On y trouve quantité de pécaris, tapirs, jabirus et fourmiliers et fourmiliers géants, tamanduas (ou osos mieleros), coendous et paresseux ou bradypes tridactyles, des singes comme le singe hurleurs ou alouates, le miriquiñá, et le capucin ou caí.
Parmi les canidés autochtones il faut souligner la présence du loup à crinière ou aguará guazú et des renards comme l'aguarachay (ou renard d'Aszara ou canis brasilensis).
Les tatous (armadillos) y abondent et spécialement le tatou géant, ou tatou carreta (Priodontes maximus), les cerfs comme le cerf des marais ou guazú pucú, le daguet gris ainsi que le mustélidé appelé grison. 
Dans les eaux il y a abondance de caimans et de capybaras ainsi que de poissons comme le dorado (salminus maxillosus ou brasiliensis), etc. La région du Chaco argentin possède parmi les spécimens de sa faune le guanaco et le 
cerf des pampas ou guazú tí (ozotoceros bezoarticus leucogaster à ventre blanc). Sont également autochtones les maras appelés maras du chaco ou tapetís, ou les tout grands rongeurs comme le paca et l'agouti, ainsi que divers gallinacés cracidés appelés  "pavas" (traduction littérale : dinde), par exemple le yacú pevá et le Charata (Ortalis canicollis).
Dans le Chaco humide (région orientale en bordure du Río Paraguay on trouve aussi des 
oiseaux comme le râle ypécaha, le nandou et la cariama huppé ou chuña (sorte de grue de couleur grise); toutes ces espèces ont la particularité de posséder de longues extrémités qui leur permettent de se déplacer facilement dans les hautes savanes de graminées et dans les zones inondées. 
Les milieux aquatiques sont habités par des cigognes, des hérons, des spatules rosées et des canards.
Des poissons de ces eaux possèdent une adaptation qui leur permet de survivre en période de sècheresse, comme le hoplosternum (ou tamboatá ou cascarude), qui peut arriver à respirer de l'air atmosphérique et à changer de mare en marchant au moyen de ses nageoires pectorales.
Quant aux reptiles, toujours dans ces zones humides, il y a divers serpents comme 
l'anaconda curiyú ou jaune encore appelé Constrictor constrictor,  et des serpents aquatiques parmi lesquels Hydrodynastes gigas ou ñacaniná, prédateur inoffensif pour l'homme. 
De plus on y trouve deux espèces de caïmans, le caïman noir ou caiman yacaré et le caïman overo ou caiman latirostris.

## Mésopotamie argentine

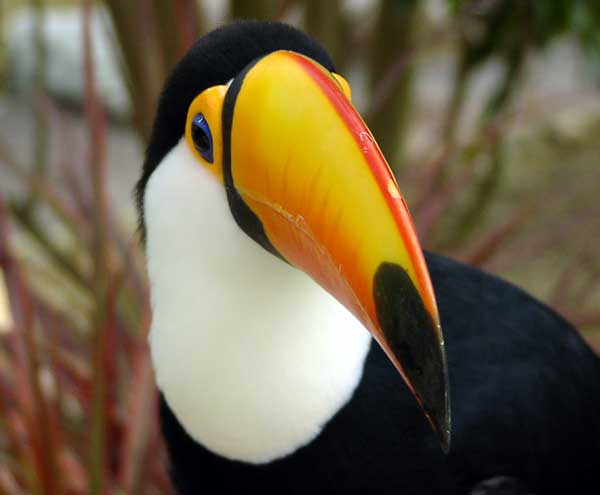
Toucan toco (Ramphastos toco)

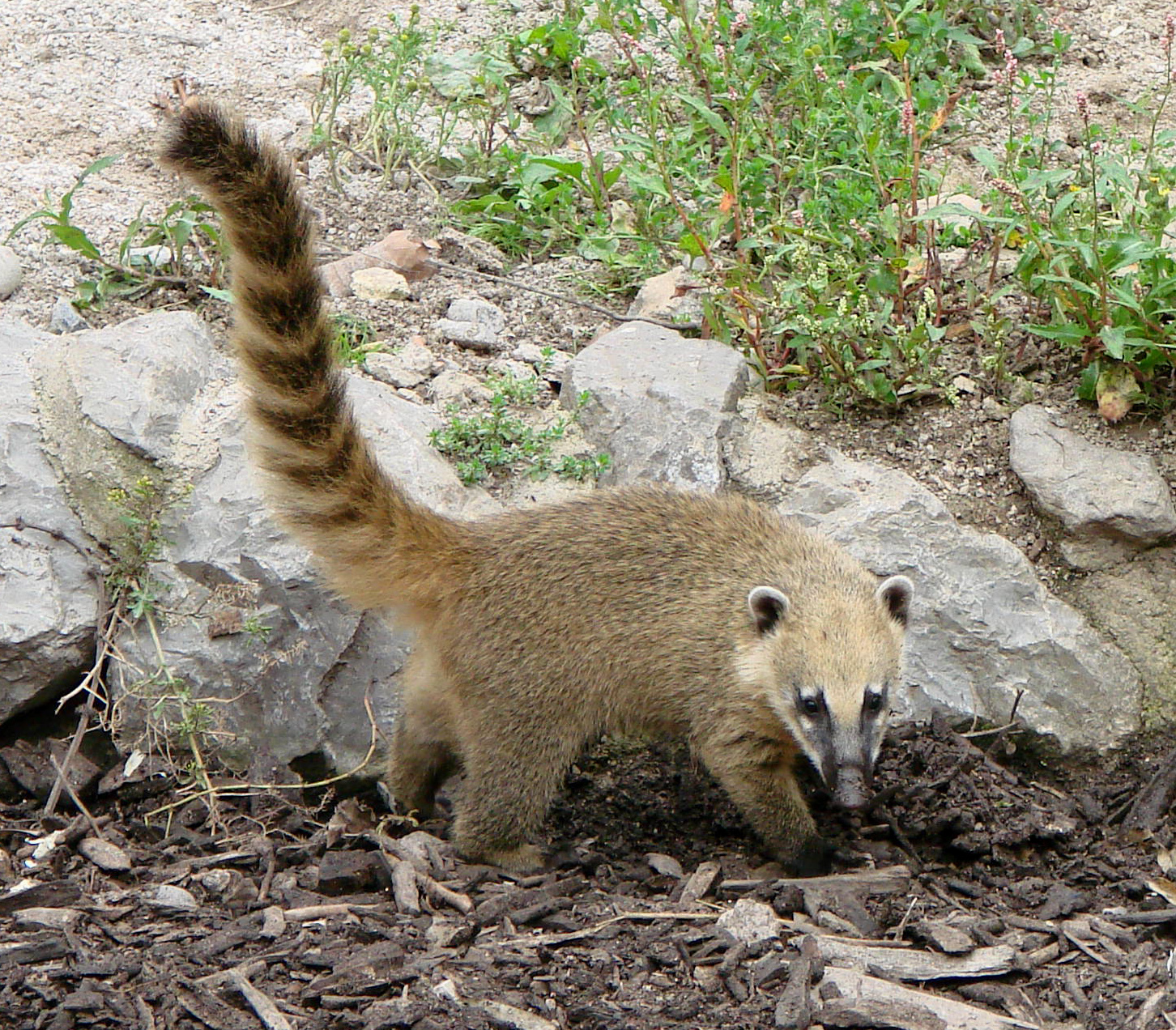
Coati commun (Nasua nasua)

Du fait de son climat souvent chaud et pluvieux ce qui nourrit une flore abondante, la faune est souvent identique à celle de la région du Chaco humide (oriental), mais s'en distingue surtout par la grande richesse de l'ichtyofaune et principalement celle des grands cours d'eau, le río Paraná et son important affluent le Paraguay. 
Les poissons les plus typiques sont le pacú ou Piaractus mesopotamicus, le surubi ou Pseudoplatystoma (un pimelodidae), le manguruyú ou Paulicea huetkeni (un pimelodidae également), le patí, le dorado (un Characidae), le boga (ou Leporinus obtusidens) , l'armado (un doradidae), le tararira (ou Hoplias malabaricus de la famille des erythrinidae).
Notons aussi la présence de dangereux piranhas ou pirañas, des espèces Serrasalmus aureus et Serrasalmus marginatus (appelés localement palometas).  Les pirañas aiment les eaux chaudes et on les rencontre au printemps et en été dans le Paraná moyen. À cette époque on en voit beaucoup en bordure des îles du fleuve où on a enregistré quelques attaques isolées contre des baigneurs qui ne respectaient pas les limites des plages. Ils migrent en automne et passent l'hiver dans le haut Paraná ou dans le río Paraguay. 
L'avifaune est elle aussi plus variée et plus abondante que dans le Chaco voisin. Le nandou est ici plus fréquent qu'ailleurs, de même que les lechuzas, les buhos (comme le 
ñacurutú), les perroquets et spécialement les guacamayos et les papagayos. Il y a aussi quantités d'oiseaux-mouches et, dans la forêt-galerie qui borde le río Paraná, 
le toucan (toucan toco ou ramphastos toco et ramphastos dicolorus), et l'aigle harpie (le plus grand des aigles de la planète).
Étant donné l'abondance de cours d'eau et de marécages et d'étangs, les carpinchos ou capybaras abondent dans la région mésopotamienne, ainsi d'ailleurs que les tapirs, les pseudo-loutres ragondins appelées quillá dans le nord et coypú ou coipo dans le sud de la région. 
Parfaitement adaptés à la forêt dense et humide de la région, on trouve une série de mammifères de petite taille comme les coatis, les agoutis, les pacas et les tamanduas. 
La fréquence des caïmans grands amateurs d'eau et de chaleur est aussi plus élevée. Il y en a de deux espèces, le caïman dit overo (caïman à museau large ou caiman latirostris) et le jacara ou yacaré negro, à ne pas confondre avec le caïman noir de l'Amazonie, qui par ailleurs ne fait pas partie du genre caïman, mais bien du genre melanosuchus.  
Les reptiles abondent d'une manière générale surtout au nord. Les anacondas sont loin d'être rares. La province de Misiones héberge pas moins de six espèces de très dangereux bothrops à savoir le bothrops jararaca, le bothrops jararacussu, le yarará grande, le yarará chica, le bothrops cotiara et le bothrops moojeni. Notons aussi quatre serpents corail du genre micrurus ; le microcurus corallinus, l'allirostris, le frontalis mesopotamicus et le balyocoryphus.
Les loups à crinière ou aguara-guazús, et les cerfs des marais ne sont pas rares, mais le guanaco est quasi inexistant. Bien que terriblement en danger et en voie d'extinction à cause d'une chasse indiscriminée, on trouve encore dans les cours d'eau et les zones humides (humedals) la loutre géante ou ariray (l'ariray est probablement le même animal qui était connu auparavant sous le nom de yaguaruí; ce qui est certain c'est que cette grande loutre a été presque complètement exterminée tout au long du XXe siècle).

## Région pampéenne
C'est la région de l'Amérique du Sud qui a été la plus modifiée par l'homme et la civilisation moderne. De ce fait, il reste peu de choses de la faune et de la flore autochtone originelle. 
Jusqu'à la fin du XIXe siècle les troupeaux de cerfs des pampas et de guanacos abondaient, ainsi que les tatous (armadillos) étaient très fréquents  : chaetophractus villosus ou peludo, dasypus septemcinctus ou mulita, tatou, tolypeutes matacus ou quirquincho, les nandous abondaient, les renards (spécialement le culpeo et le renard gris d'Argentine), les chats des pampas, le puma, les viscaches, les mouffettes et les belettes. Les jaguars étaient fréquents. De plus dans la région pampéenne se trouvaient les limites méridionales du carpincho ou capybara, du cerf des marais, du pécari et du loup à crinière ou aguará guazú. 
Parmi les chéloniens on doit mentionner la tortue d'Argentine ou Geochelone chilensis ou tortue terrestre commune qui en Argentine est fréquemment une mascotte domestique. Parmi les amphibiens diverses espèces de crapauds et de grenouilles abondent et parmi eux le batracien appelé ceratophrys ornata ou escuerzo  est des plus typiques. 
En ce qui concerne les poissons, le plus remarquable est l'odontesthes bonariensis ou pejerrey flecha de plata (pejerrey flèche d'argent).

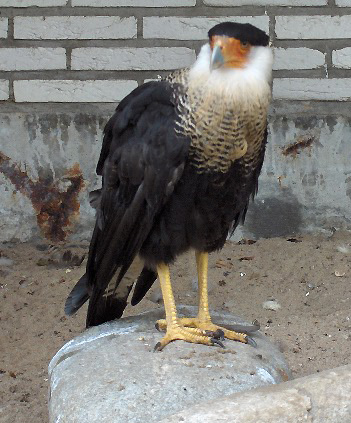
Carancho ou caracara ou polyborus plancus

Parmi les reptiles, il faut signaler les serpents. L'anaconda curiyú ou jaune se distingue particulièrement. Mais il y a aussi trois espèces de redoutables bothrops : la yarará grande, la yarará chica et la yarará ñata, serpents crotalinés ou vipères à fosses que l'on trouve dans les régions périphériques sud et ouest, moins humanisées, des pampas. Quant au caïman noir ou caiman yacaré, il est présent jusqu'au sud de la pampa, aux limites de la Patagonie. 
Parmi les rongeurs citons le cuis ou cavia aperea pamparum ou aperea. 
L'avifaune de cette région est très variée, comme partout en Argentine. Il faut mentionner 
le furnarius ou hornero (qui est devenu grâce à son curieux nid un des animaux emblématiques de l'Argentine), les "perdrix" - en réalité des oiseaux coureurs très semblables aux perdrix, également du groupe des tinamidae, par exemple les tinamous -, les hérons, les poules d'eau (Gallinula chloropus galeata) , les polyborus plancus (ou caracaras ou caranchos), les milvago chimangos (ou chimangos tout court), les perroquets barranqueros 
(ou cyanoliseus patagonus), les venteveos (ou pitangus sulphuratus), les canards créoles, les vanneaux teros, les chauna torquata ou chajás, les chouettes, les zorzals, les cardinaux, les carduelis magellanica ou chardonnerets de Magellan, les tordos (ou molothrus bonariensis), les chardonnerets élégants, les picumnes ou oiseaux charpentiers, les phalacrocorax brasilianus ou viguás (une espèce de cormoran), les cotorras (ou myiopsitta monachus). 
Enfin il faut mentionner la catita (conure magellanique ou enicognathus ferrugineus), les hirondelles (tachycineta thalassina), et le faucon pèlerin parmi une multitude d'autres espèces.

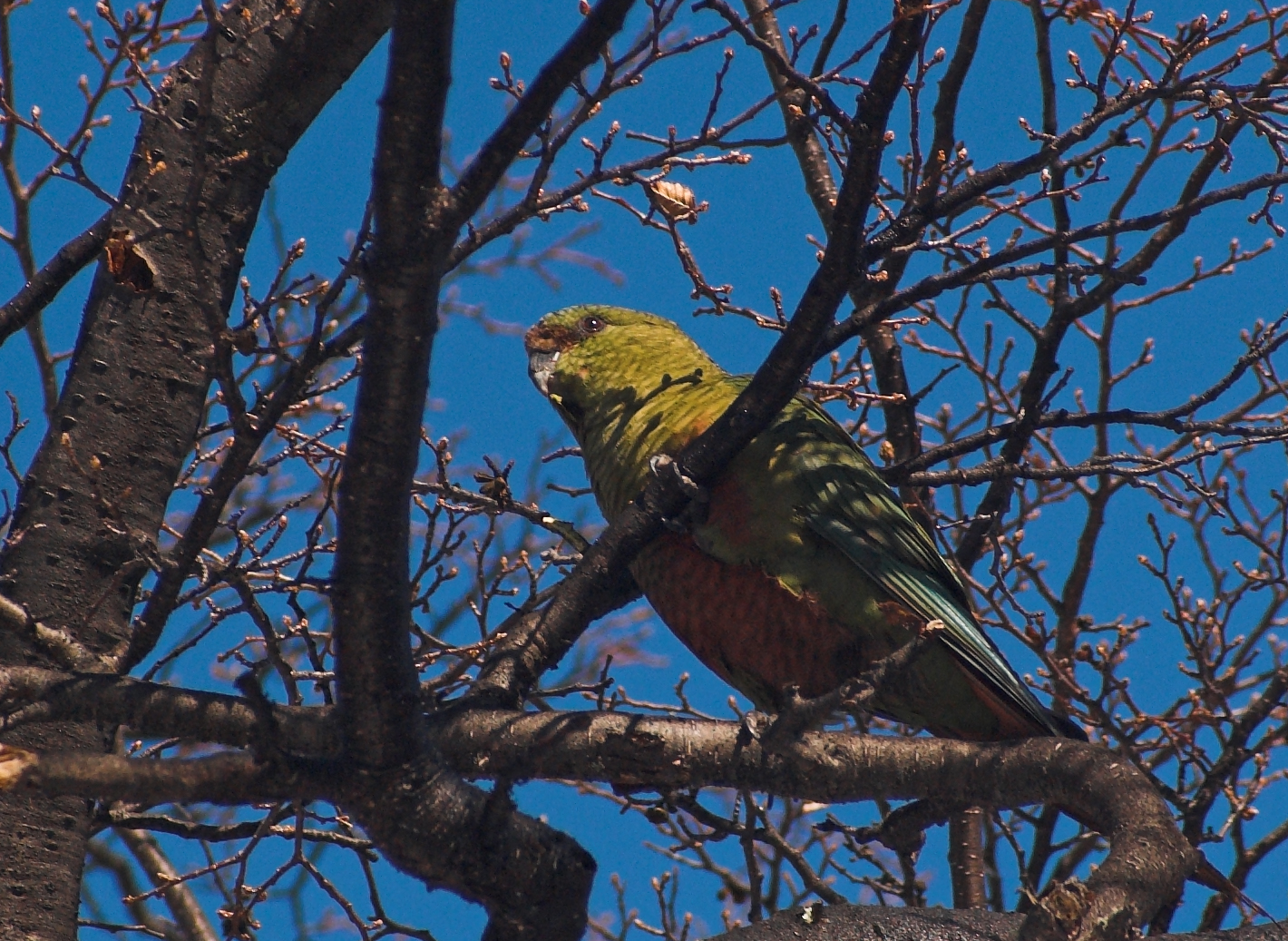
Catita (enicognathus ferrugineus)

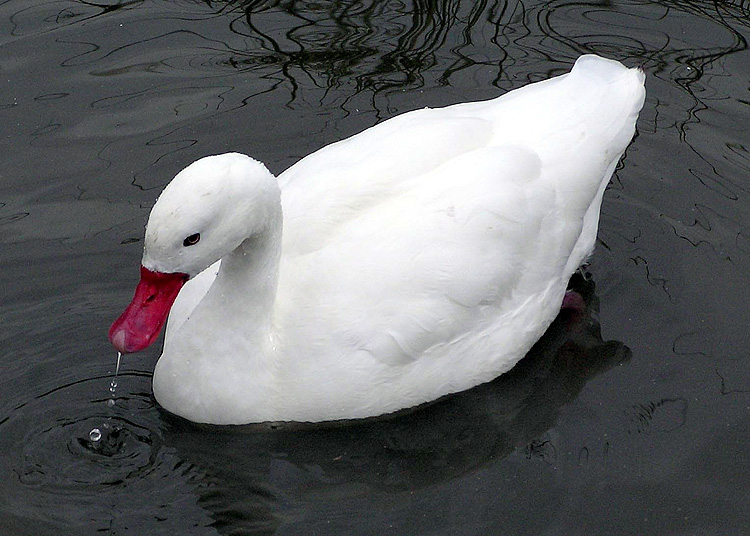
Cygne coscoroba blanc

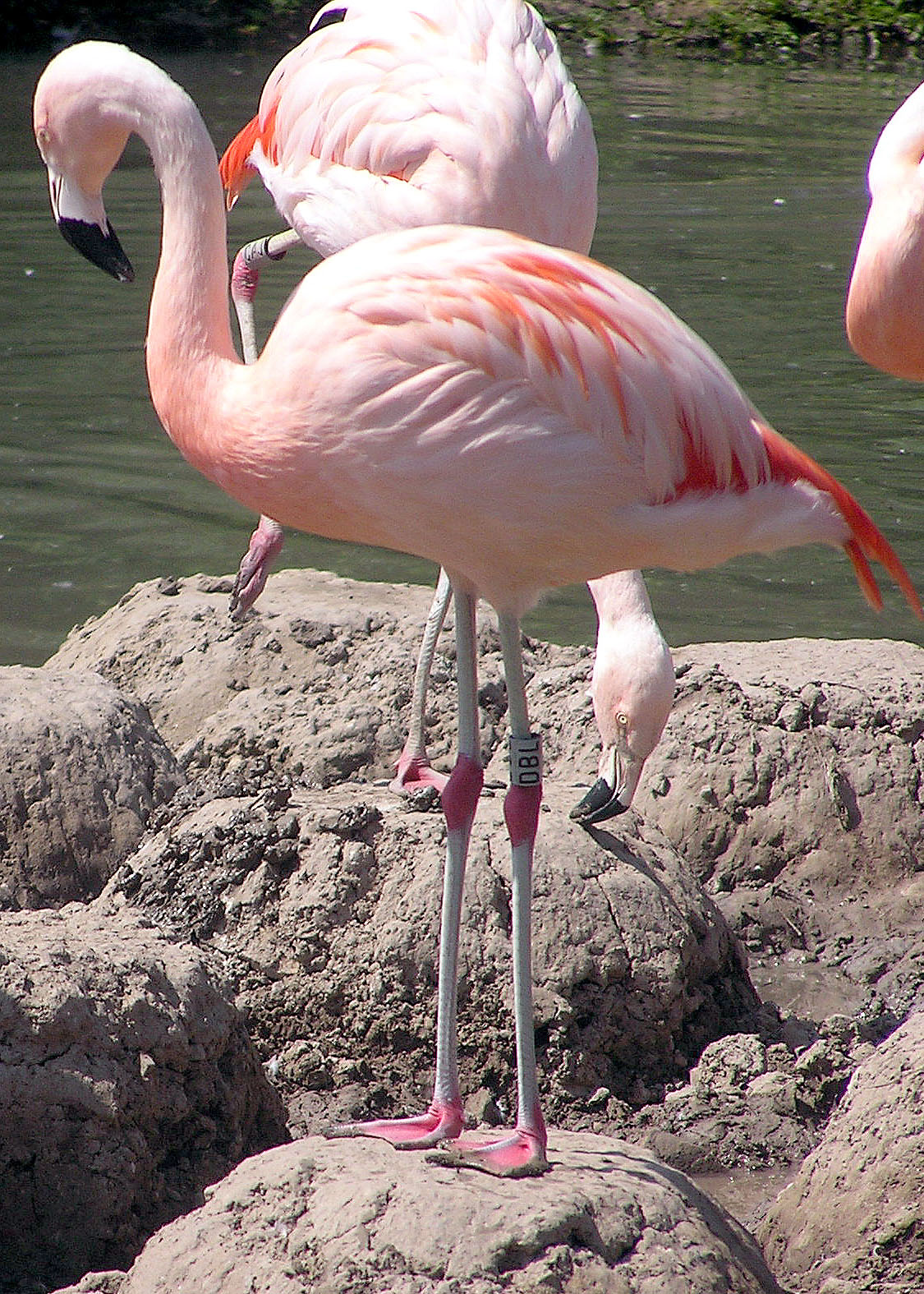
Des flamants du Chili

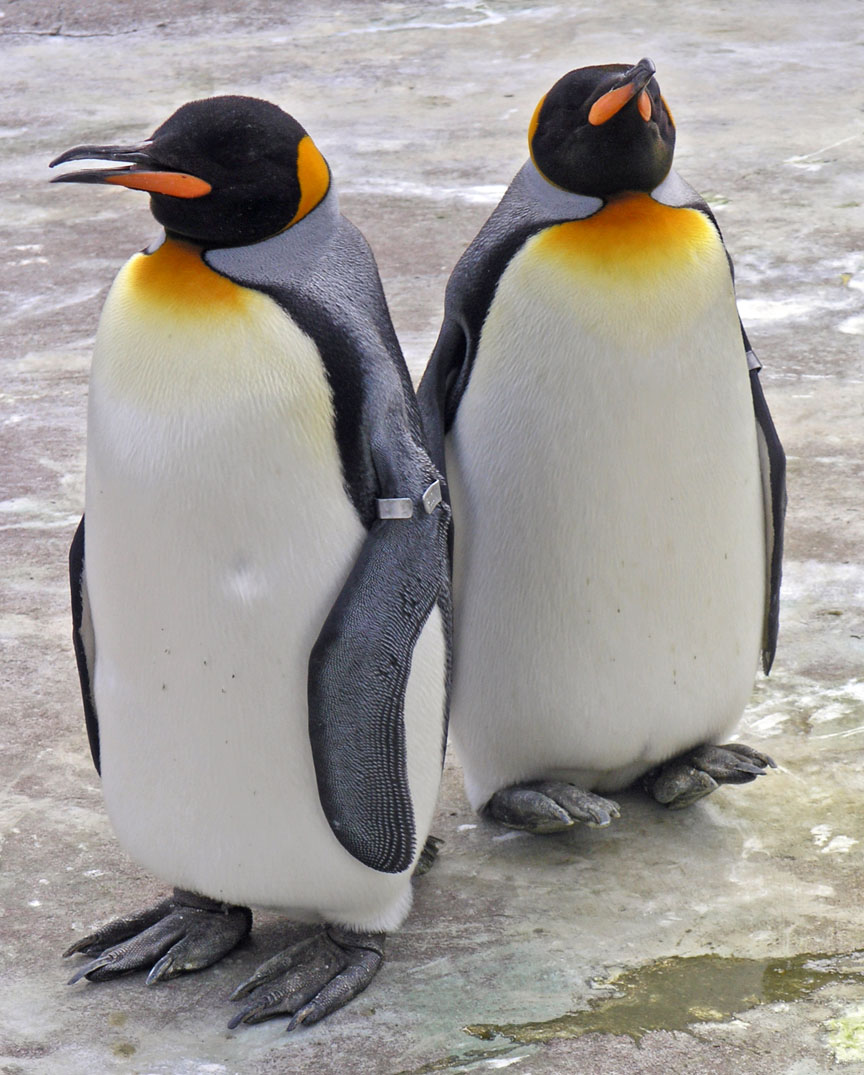
Manchot royal

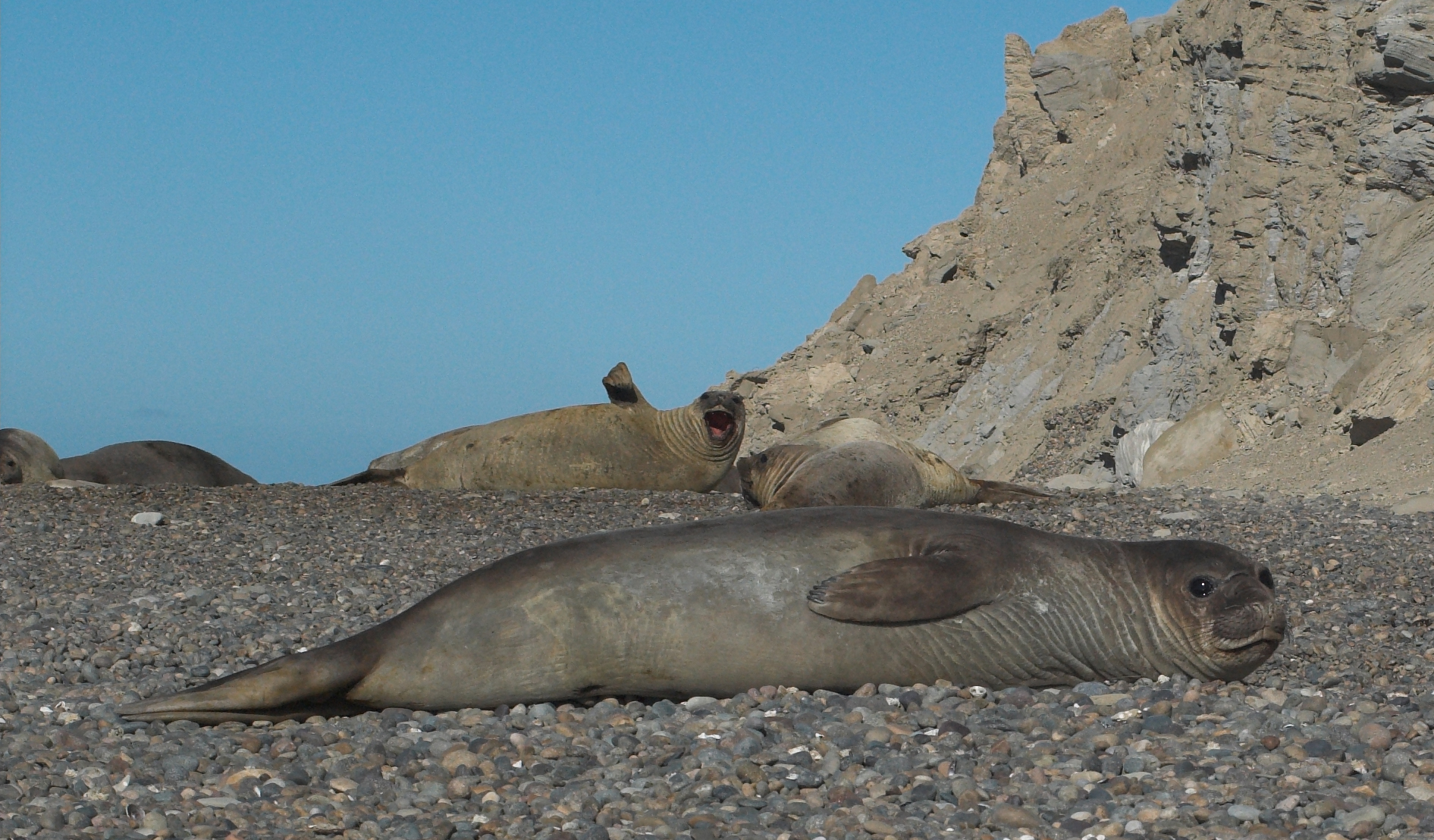
Éléphant de mer (femelles)

Manchot de Magellan

## Region de Cuyo
La région de Cuyo autour de Mendoza est une région intermédiaire entre celle de la Puna ou nord-ouest andin, la région pampéenne et celle de Patagonie, en ce sens qu'on y trouve des espèces de ces trois régions, mais en moindre quantité ou fréquence. 
Le condor des Andes et le puma ainsi que la vigogne prédominent dans les régions désertiques des hautes Andes. Le renard gris et le guanaco sont nombreux dans les vallées et défilés, là où rodent également des jaguars et où les 
cerfs des pampas abondent. C'est aussi la limite nord de l'extension des 
maras, la limite occidentale des viscaches et celle, méridionale, des chinchillas.

## Région andinopatagonique
D'une part le biome de cette région est basé sur des forêts denses, froides et humides composées de conifères et de nothofagacées, d'autre part la région est complètement montagneuse avec de hauts sommets parfois volcaniques, des glaciers, d'énormes lacs, puissamment alimentés par des précipitations souvent surabondantes. Cela détermine le décor dans lequel une faune intéressante s'est développée. Comme mammifères prédateur, le puma est ici très commun. Il y a peu, le jaguar atteignait ces régions. Les condors des Andes, les aigles et les perroquets sont fréquents dans ces contrées, ainsi que le cauquén ou ouette des Andes, présent dans les régions lacustres.
Le colo colo (félin oncifelis colocolo) et le colocolo (marsupial dromiciops), le kodkod (ou gato güiña) sont endémiques. Le tucotuco (ou ctenomys) et les cerfs autochtones comme le huemul et le poudou (le poudou est un des cerfs les plus petits du monde) sont les ruminants principaux. 
Dans les eaux, les salmonidés et les « truites » abondent. Beaucoup d'espèces de poissons de rivières ont été introduites, mais parmi les autochtones on doit souligner la perche et le cullen. 
Dans les lacs et les rivières on trouve des pseudo-loutres qui ne sont pas des mustélidés mais des rongeurs comme le myocastor coypus ou ragondin, des loutres authentiques appelées huillín (lontra provocax ou loutres de Patagonie).

## Région de la Patagonie extra-andine
Il s'agit d'un biome naturellement steppique ou semidésertique, parfois même désertique avec gelées hivernales. Dans cette région, on trouve en abondance le guanaco, le mara, le puma, et jusqu'à la fin du XIXe siècle le jaguar - jusqu'à la vallée du Rio Chubut, encore que certains auteurs en mentionnent plus au sud en province de Santa Cruz -. Parmi les oiseaux, c'est ici le domaine du condor et du nandou austral (appelé ici choique). Dans les lagunes les flamants du Chili sont présents, ainsi que les cygnes à cou noir, les cygnes coscorobas blancs et les macás ou grèbes (grèbe mitré ou podiceps gallardoi) comme celui qu'on appelle tobiano. Les oiseaux de proie et autres prédateurs sont aussi présents, comme le carancho, le caracara, le chimango et la buse tricolore ou aguilucho. Dans les steppes, le culpeo ou renard de Patagonie se retrouve en nombre important (c'est une espèce  de renard de taille supérieure à tous les autres renards). Dans les îles Malouines un autre canidé existait : le guará ou loup des Malouines. 
Les côtes de cette région méritent d'être mentionnées à part, tant sont importantes les espèces de mammifères et oiseaux marins. Là on trouve d'abondantes colonies de diverses espèces de manchots dont le superbe manchot royal (ou aptenodytes patagonicus), ainsi que de loups marins ou lobo marino de dos pelos, de lions de mer - dont les lions marins ou otaries à crinière - et d'éléphants de mer. Le redoutable léopard de mer est aussi présent avec quelques-unes de ses proies préférées les gorfous sauteurs et dorés), ainsi que les jeunes phoques crabiers et les jeunes éléphants de mer. 
À quoi il faut ajouter une série d'espèces de pinnipèdes et de marsouins. Mentionnons enfin le stercoraire ou labbe antarctique et labbe de Mac Cormick (Skua antarctique), prédateurs des manchots.

## Région sub-antarctique
C'est l'ensemble des zones côtières de l'archipel de la Terre de Feu, des Malouines et des îles sub-antarctiques, ainsi que la faune spécifique de la mer Argentino (zone argentine des 200 milles marins). C'est une zone écotonique entre la région de Patagonie extra-andine et la région antarctique, c’est-à-dire qu'on observe plus ou moins les mêmes espèces que dans les deux régions pré-citées, mais en moindre quantité.
La faune de mammifères quadrupèdes est quasi inexistante. Il y avait bien le loup des Malouines dans les îles Malouines, mais il est éteint depuis le XIXe siècle. Par contre il y a abondance de la faune littorale de lions marins, d'éléphants de mer, ainsi que de diverses espèces de manchots comme le manchot de Magellan, le manchot papou, le manchot à jugulaire et le manchot royal ainsi que les gorfous sauteurs et dorés). 
Dans les eaux, les cétacés abondent littéralement, comme la baleine franche australe, la gigantesque baleine bleue (le plus grand des animaux connus sur Terre), l'orque et la fausse orque ou pseudorca et divers delphinidés, parmi lesquels se trouvent le dauphin du Chili ou tonina, le lissodelphis austral, le dauphin de Commerson (appelé localement Tonina overa), 
les lagenorhynchus - lagénorhynque obscur, lagénorhynque de Peale et lagénorhynque sablier -, le globicéphale noir (globicephala melas edwardi). 
Parmi les phoques, le carnassier léopard de mer est bien présent, ainsi que le phoque crabier et bien sûr l'énorme éléphant de mer austral. 
Il faut mentionner, formant la base de la pyramide trophique, et faisant partie du zooplancton, d'immenses bancs d'un microscopique crustacé appelé krill. 
Sur les côtes de la Terre de Feu et à proximité du canal Beagle on peut rencontrer des loutres marines ou huillin.